# Varsity Interpretive Dance Squad
Varsity Interpretive Dance Squad (VIDS) é um grupo de dança/comédia localizado em Nova Iorque, que ficou conhecido pela sua participação no vídeo de Moby "New York, New York".

## Objectivo
O grupo, actualmente composto por três indivíduos: Tiff (Amelia Zirin-Brown), PJ Buttoms (Hall Carlough) e o capitão da equipa Dickie (Richard H. DiBella), foi criado com o objectivo de divulgar a ideia de que a infelicidade, desigualdade e injustiça serão evitados, desencorajados e eventualmente abolidos através do poder da dança. Assim, criaram o lema "Whole World Dance", através do qual tentam fazer com que todos os habitantes do planeta dancem em conjunto e em simultâneo os mesmos movimentos, pretendendo acabar com as diferenças existentes entre eles, e assim com os preconceitos e guerras. Para tal, interpretam inúmeros temas da actualidade, criando coreografias diversificadas para cada um deles.

## Actuações
Os VIDS limitam a maioria das suas performances à cidade de Nova Iorque, tendo actuado (e actuando) em vários pontos locais, como Ars Nova , P.S. 122, Galapagos, Mo Pitkin’s, Rubulad e The Slipper Room and The Cock. Para além destas actuações ao vivo, o grupo interpretou alguns temas para a FUSE Network e puderam ser vistos no videoclip de Moby "New York, New York. Neste, contaram com a participação especial de Tammy (Bridget Everett).

## Críticas
Este vídeo permitiu o reconhecimento do grupo (e do seu objectivo) a nível internacional. Porém, foi alvo de alguma controvérsia (verificada em vários fóruns e blogs da Internet), pelo que muitos o consideraram ridículo e exagerado. No entanto, ganharam também bastantes apoiantes do seu trabalho, que os admiram quer pela sua coragem, pelo humor das suas coreografias, como pelo objectivo pelo qual lutam para ver realizado.

## VIDS na Internet
- Algumas das suas representações podem ser vistas no YouTube
- Em Janeiro de 2007, completaram a produção de um conjunto de vídeos que fazem parte da sua série online, exibida no site E! Online